# Pluto et Figaro
Pour les articles homonymes, voir Figaro (homonymie).
Pour plus de détails, voir Fiche technique et Distribution.
Pluto et Figaro (Cat Nap Pluto) est un court-métrage d'animation américain des studios Disney avec Pluto, sorti le 13 août 1948.

## Synopsis
Pluto souhaite se reposer après une nuit dehors mais le chat Figaro veut jouer... 

## Fiche technique
- Titre original : Cat Nap Pluto
- Titre français :  Pluto et Figaro
- Série : Pluto
- Réalisation : Charles A. Nichols
- Scénario : Eric Gurney
- Animation : Jack Boyd, Phil Duncan, Jerry Hathcock, George Nicholas
- Décors : Claude Coats
- Layout : Karl Karpé
- Musique : Oliver Wallace
- Production : Walt Disney
- Société de production : Walt Disney Productions
- Société de distribution : RKO Radio Pictures
- Format : Couleur (Technicolor) - 1,37:1 - Son mono (RCA Sound System)
- Durée : 7 min
- Langue : Anglais
- Pays de production :  États-Unis
- Date de sortie :
  - États-Unis : 13 août 1948[1]

## Voix originales
- Pinto Colvig : Pluto

## Titre en différentes langues
- Suède : Pluto och den busiga kattungen / Pluto tar en tupplur / Plutos plågoande

Source : IMDb